# Laila Nyström
Laila Nyström (nu Laila Nyström-Lannebro), född 23 mars 1942 i Solna, är en svensk sångare och skådespelare. 

## Biografi
Nyström började sjunga på Stockholms ungdomsgårdar och på danspalatset Nalen. Hon deltog i talangtävlingen Flugan och kom tvåa i riksfinalen på Stockholms Konserthus. Hon skivdebuterade 1962 och reste på turné med bland andra Monica Zetterlund, Pekka Langer och Little Gerhard. Från att ha varit schlagersångare gick hon vidare och gjorde revykarriär hos Carl-Gustaf Lindstedt och Arne Källerud. Hon uppträdde som fältartist på Cypern och i Gazaremsan. Hon showade med Sune Mangs och spelade revy med Nils Ahlroth i Skåne. Hon gjorde även musikalroller på Riksteatern och Malmö Stadsteater.
Laila Nyström har varit gift med gitarristen Christer Karlberg.

## Diskografi (urval)
- Jag har aldrig kysst någon pojke, singel 1967[1]
- Kramgoa bitar, LP 1971[1]

## Filmografi
- Trettio pinnar muck, 1966

## Teater (urval)

### Roller
| År   | Roll | Produktion                        | Regi         | Teater      |
| ---- | ---- | --------------------------------- | ------------ | ----------- |
| 1980 |      | Monstret i skåpet Viveca Sundvall | Hans Kumlien | Riksteatern |